# Ruppichteroth
Ruppichteroth è un comune di 10 496 abitanti della Renania Settentrionale-Vestfalia, in Germania.
Appartiene al circondario (Kreis) del Reno-Sieg (targa SU).